# Djurgårdens IF herrfotboll 2008
Djurgården tävlade under säsongen 2008 i Allsvenskan, Svenska cupen och Uefacupen.
Säsongen inleddes med nio raka allsvenska matcher utan förlust, där Sebastian Rajalakso gjorde mål i de fem första matcherna. Den nionde allsvenska matchen var oavgjord och följdes av sju raka matcher utan seger vilket gjorde att laget hade en svit med åtta raka allsvenska matcher utan seger. Efter drygt halva serien låg Djurgården nära den allsvenska kvalplatsen, men därefter vann laget tre raka matcher och trots detta ligger laget långt efter den allsvenska guldstriden.
I Svenska cupen tog äventyret slut tidigt efter förlust mot Superettan-laget IK Sirius. I UEFA-Cupen gick Djurgården vidare från den första kvalomgången efter 2–2 med fler gjorda bortamål mot estniska FC Flora och i den andra omgången slogs laget ut efter 2–6 totalt mot Rosenborg BK.
I början av september, vid ett landslagsspelsuppehåll, lämnade Bo Lundquist sin post som styrelseordförande i Djurgårdens IF Fotbollförening. Lars Erik Sjöberg tog över rollen som mötesordförande (källa) tills nästa årsmöte då medlemmarna skall välja en ny ordförande.
Säsongen avslutades med fem raka förluster i Allsvenskan och laget slutade på en tolfteplats.

## Truppen
| Nat     | Tränare       | Position             | Född              | I DIF sedan                                         | Kontrakt till | Kom från                    |
| ------- | ------------- | -------------------- | ----------------- | --------------------------------------------------- | ------------- | --------------------------- |
| Island  | Siggi Jónsson | Huvudtränare         | 18 september 1966 | 2007                                                | 2009-12-31    | Grindavíkur                 |
| Finland | Paul Lindholm | Assisterande tränare | 18 september 1970 | 2007 (som A-lagstränare), 2003 (som juniortränare)  | 2009-12-31    | Djurgårdens IF Juniorer     |
| Sverige | Kjell Frisk   | Målvaktstränare      | 27 april 1964     | 1999 (som målvaktstränare), 1990-1995 (som spelare) |               | Spårvägens IF (som spelare) |

| Nr | Nat       | Spelare                           | Position    | Född       | Längd  | Vikt  | I DIF sedan          | Kontrakt till | Kom från                | Moderklubb              |
| -- | --------- | --------------------------------- | ----------- | ---------- | ------ | ----- | -------------------- | ------------- | ----------------------- | ----------------------- |
| 15 | Gambia    | Pa Dembo Touray                   | Målvakt     | 1980-03-31 | 198 cm | 98 kg | 2000                 | 2011-12-31    | Real de Banjul          | Real de Banjul          |
| 30 | Sverige   | Oskar Wahlström                   | Målvakt     | 1976-08-16 | 198 cm | 95 kg | 2004                 | 2009-12-31    | Västerås SK             | Bie GoIF                |
| 35 | Sverige   | Tommi Vaiho                       | Målvakt     | 1988-09-13 | 187 cm | 85 kg | 2007                 | 2009-12-31    | Djurgårdens IF Juniorer | Djurgårdens IF          |
| 3  | Sverige   | Robert Stoltz (utlånad)           | Back        | 1976-08-10 | 177 cm | 74 kg | 2006                 | 2008-12-31    | Kalmar FF               | Lira BK                 |
| 4  | Sverige   | Patrik Haginge                    | Back        | 1085-04-02 | 183 cm | 74 kg | 2008*                | 2012-12-31    | Örebro SK               | Mellringe/Ekers IF      |
| 5  | Island    | Sölvi Ottesen (endast våren)      | Back        | 1984-02-18 | 190 cm | 82 kg | 2004*                | 2008-12-31    | Vikingur Reykjavik FC   | Vikingur Reykjavik FC   |
| 6  | Finland   | Toni Kuivasto                     | Back        | 1975-12-31 | 187 cm | 83 kg | 2003*                | 2009-12-31    | Viking FK               | FC Ilves                |
| 8  | Tyskland  | Jan Tauer                         | Back        | 1983-08-26 | 186 cm | 82 kg | 2007                 | 2009-12-31    | Eintracht Braunschweig  | Fortuna Düsseldorf      |
| 13 | Sverige   | Per Johansson                     | Back        | 1989-04-06 | 185 cm | 78 kg | 2007                 | 2009-12-31    | BK Forward              | Karlslunds IF           |
| 14 | Sverige   | Kebba Ceesay                      | Back        | 1987-11-14 | 178 cm | 73 kg | 2007                 | 2010-12-31    | IK Brage                | IK Brage                |
| 16 | Sverige   | Markus Johannesson (lagkapten)    | Back        | 1975-05-29 | 185 cm | 84 kg | 2004*                | 2009-12-31    | Örgryte IS              | Rölanda IF              |
| 24 | Sverige   | Peter Magnusson                   | Back        | 1084-07-16 | 191 cm | 83 kg | 2008*                | 2010-12-31    | Vasalunds IF            | Spårvägens FF           |
| 28 | Sverige   | Kristoffer Näfver                 | Back        | 1986-03-28 | 179 cm | 70 kg | 2008*                | 2008-12-31    | Örebro SK               | Adolfsbergs IK          |
|    | Sverige   | Dennis Boskailo (utlånad)         | Back        | 1988-01-05 | 186 cm | 83 kg | 2006                 | 2009-12-31    | Köping FF               | Köping FF               |
| 2  | Sverige   | Philip Hellquist                  | Mittfältare | 1991-05-21 | 183 cm | 63 kg | 2008                 | 2010-06-30    | Djurgårdens IF Juniorer | Djurgårdens IF          |
| 7  | Nigeria   | Prince Ikpe Ekong                 | Mittfältare | 1978-10-05 | 179 cm | 76 kg | 2008*                | 2012-12-31    | Gais                    | Julius Berger           |
| 10 | Brasilien | Enrico Cardoso Nazare             | Mittfältare | 1984-05-04 | 177 cm | 70 kg | 2006*                | 2009-12-31    | Ipatinga FC             | Atlético Mineiro        |
| 11 | Finland   | Daniel Sjölund                    | Mittfältare | 1983-04-22 | 178 cm | 73 kg | 2003                 | 2009-12-31    | Liverpool FC            | IF Finströms Kamraterna |
| 17 | Sverige   | Stefan Batan                      | Mittfältare | 1985-03-20 | 175 cm | 75 kg | 2006                 | 2009-12-31    | Assyriska FF            | Assyriska FF            |
| 20 | Sverige   | Martin Andersson                  | Mittfältare | 1982-05-09 | 177 cm | 75 kg | 2008                 | 2010-12-31    | Enköpings SK            | Enköpings SK            |
| 22 | Slovenien | Andrej Komac                      | Mittfältare | 1979-12-04 | 176 cm | 72 kg | 2006*                | 2009-06-30    | ND Gorica               | NK Primorje             |
| 23 | Sydafrika | Lance Davids                      | Mittfältare | 1985-04-11 | 176 cm | 73 kg | 2006                 | 2008-12-31    | 1860 München            | Hellenic FC             |
| 24 | Sverige   | Christoffer Karlsson (utlånad)    | Mittfältare | 1988-01-27 | 176 cm | 65 kg | 2005                 | 2009-12-31    | Åtvidabergs FF          | Åtvidabergs FF          |
| 25 | Sverige   | Sebastian Rajalakso               | Mittfältare | 1988-09-23 | 186 cm | 81 kg | 2008                 | 2011-12-31    | Enköpings SK            | Fanna BK                |
| 26 | Serbien   | Nebojša Marinković (endast våren) | Mittfältare | 1986-06-19 | 177 cm | 72 kg | 2008                 | 2008-06-30    | FK Partizan             | FK Timočanin            |
| 29 | Finland   | Aki Riihilahti                    | Mittfältare | 1976-09-09 | 185 cm | 84 kg | 2007*                | 2009-12-31    | 1. FC Kaiserslauten     | HJK Helsingfors         |
| 9  | Sverige   | Jones Kusi-Asare                  | Anfallare   | 1980-05-21 | 178 cm | 75 kg | 2005 (och 1999-2001) | 2008-12-31    | Landskrona BoIS         | Vasalunds IF            |
| 12 | Sverige   | Mattias Jonson                    | Anfallare   | 1974-01-16 | 179 cm | 78 kg | 2005*                | 2009-12-31    | Norwich City FC         | IFK Kumla               |
| 18 | Sverige   | Mikael Dahlberg                   | Anfallare   | 1985-03-06 | 192 cm | 87 kg | 2007                 | 2009-12-31    | GIF Sundsvall           | Mariehem SK             |
| 19 | Brasilien | Thiago Quirino Da Silva           | Anfallare   | 1985-01-04 | 183 cm | 79 kg | 2006                 | 2009-12-31    | Atlético Mineiro        | Atlético Mineiro        |
| 21 | Sverige   | Kristian Junegard                 | Anfallare   | 1989-09-07 | 178 cm | 64 kg | 2007                 | 2008-12-31    | Djurgårdens IF Juniorer | Djurgårdens IF          |
| 27 | Sverige   | Johan Oremo                       | Anfallare   | 1986-10-24 | 186 cm | 78 kg | 2008*                | 2012-12-31    | Gefle IF                | Moheds SK               |

## Allsvenskan
| Omgång | Datum        | Motståndare | H/B | Resultat | Målskyttar                | TV        | Publiksiffra | Arena              | Position |
| ------ | ------------ | ----------- | --- | -------- | ------------------------- | --------- | ------------ | ------------------ | -------- |
| 1      | 30 mars      | Norrköping  | B   | 2–1      | Dahlberg, Rajalakso       | Canal +   | 15 651       | Idrottsparken      | 2        |
| 2      | 5 april      | Malmö       | H   | 1–1      | Rajalakso                 | TV4       | 13 379       | Stockholms Stadion | 6        |
| 3      | 9 april      | Gefle       | B   | 2–1      | Rajalakso, Kusi-Asare     | PPV       | 4 328        | Strömvallen        | 3        |
| 4      | 13 april     | Halmstad    | H   | 2–1      | Rajalakso, Ottesen        | PPV       | 8 947        | Stockholms Stadion | 2        |
| 5      | 16 april     | Örebro      | B   | 1–1      | Rajalakso                 | TV4 Sport | 10 195       | Behrn Arena        | 2        |
| 6      | 21 april     | GAIS        | H   | 0–0      |                           | PPV       | 9 237        | Stockholms Stadion | 3        |
| 7      | 24 april     | AIK         | B   | 1–1      | Quirino                   | Canal +   | 34 173       | Råsunda            | 3        |
| 8      | 28 april     | Ljungskile  | H   | 2–1      | Jonson, Ottesen           | PPV       | 8 915        | Stockholms Stadion | 2        |
| 9      | 4 maj        | Sundsvall   | B   | 0–0      |                           | PPV       | 5 047        | Norrporten Arena   | 2        |
| 10     | 7 maj        | Hammarby    | H   | 0–2      |                           | Canal +   | 20 346       | Råsunda            | 6        |
| 11     | 10 maj       | Kalmar      | B   | 1–5      | Kusi-Asare                | TV4       | 7 668        | Fredriksskans IP   | 8        |
| 12     | 2 juli       | Elfsborg    | H   | 0–2      |                           | Canal +   | 10 241       | Stockholms Stadion | 8        |
| 13     | 6 juli       | Trelleborg  | B   | 1–1      | Jonson                    | PPV       | 4 128        | Vångavallen        | 8        |
| 14     | 12 juli      | Göteborg    | H   | 1–2      | Tauer                     | TV4       | 10 713       | Råsunda            | 9        |
| 15     | 21 juli      | Helsingborg | B   | 0–2      |                           | Canal +   | 12 737       | Olympia            | 10       |
| 16     | 27 juli      | Helsingborg | H   | 1–2      | Oremo                     | PPV       | 10 114       | Råsunda            | 10       |
| 18     | 10 augusti   | Malmö       | B   | 2–1      | Kusi-Asare, Sjölund       | PPV       | 10 052       | Malmö Stadion      | 10       |
| 19     | 17 augusti   | Gefle       | H   | 2–0      | Kusi-Asare, Enrico        | PPV       | 6 712        | Stockholms Stadion | 9        |
| 20     | 24 augusti   | Halmstad    | B   | 2–1      | Dahlberg, Komac           | PPV       | 5 621        | Örjans Vall        | 7        |
| 21     | 1 september  | Örebro      | H   | 0–0      |                           | PPV       | 8 114        | Stockholms Stadion | 7        |
| 22     | 15 september | GAIS        | B   | 1–2      | Oremo                     | PPV       | 3 060        | Ullevi             | 7        |
| 23     | 24 september | AIK         | H   | 1–1      | Oremo                     | Canal +   | 22 312       | Råsunda            | 9        |
| 24     | 28 september | Ljungskile  | B   | 1–0      | Kusi-Asare                | PPV       | 2 725        | Starke Arvid       | 10       |
| 18*    | 2 oktober    | Norrköping  | H   | 1–1      | Enrico                    | TV4 Sport | 5 332        | Stockholms Stadion | 8        |
| 25     | 5 oktober    | Sundsvall   | H   | 3–1      | Komac, Rajalakso, Quirino | PPV       | 5 012        | Stockholms Stadion | 6        |
| 26     | 20 oktober   | Hammarby    | B   | 0–3      |                           | Canal +   | 12 483       | Råsunda            | 8        |
| 27     | 25 oktober   | Kalmar      | H   | 0–1      |                           | TV4       | 7 823        | Stockholms Stadion | 9        |
| 28     | 29 oktober   | Elfsborg    | B   | 0–1      |                           | Canal +   | 8 319        | Borås Arena        | 11       |
| 29     | 3 november   | Göteborg    | B   | 1–3      | Kusi-Asare                | PPV       | 8 070        | Ullevi             | 12       |
| 30     | 9 november   | Trelleborg  | H   | 1–3      | Rajalakso                 | PPV       | 5 336        | Stockholms Stadion | 12       |

- Djurgården-IFK Norrköping skulle ha spelats den 4 augusti men sköts upp på grund av vattendränkt plan.

## Svenska cupen
| Omgång   | Datum  | Motståndare | H/B | Resultat | Målskyttar | Domare           | TV  | Publik | Arena            |
| -------- | ------ | ----------- | --- | -------- | --- | ---------------- | --- | ------ | ---------------- |
| Omgång 2 | 1 maj  | Råslätts SK | B   | 9-0      | Quirino (2) 57, 62' (straff) Kusi-Asare 4', Batan 7', Ottesen 16, Marinković 74, Bergman 76', Sellin 78, Forsberg 87' |                  | Nej | 1 281  | Stadsparksvallen |
| Omgång 3 | 17 maj | IK Sirius   | B   | 2-4      | Hellqvist 6', Komac 35'                                                                                               | Fredrik Lundberg | TV4 | 69     | Strömvallen      |

## UEFA-cupen
Huvudartikel: UEFA-cupen 2008/2009.
Säsongen 2008/09 för UEFA-cupen gäller två kvalomgångar. Därefter startar huvudturneringen. Efter första omgången gäller gruppspel där de bäst placerade lag tar sig vidare.
| Omgång                 | Datum      | Motståndare  | H/B | Resultat | Målskyttar            | Varningar                                | Domare           | Publik | Arena           |
| ---------------------- | ---------- | ------------ | --- | -------- | --------------------- | ---------------------------------------- | ---------------- | ------ | --------------- |
| Kvalomgång 1 match 1/2 | 17 juli    | FC Flora     | H   | 0-0      |                       |                                          | Luc Wilmes       | 5 386  | Råsunda         |
| Kvalomgång 1 match 2/2 | 31 juli    | FC Flora     | B   | 2-2*     | Enrico 24', Ekong 55' | Kusi-Asare 60', Tauer 73', Sjölund 77'   | Lasha Silagava   | 2 199  | A. Le Coq Arena |
| Kvalomgång 2 match 1/2 | 14 augusti | Rosenborg BK | H   | 2-1      | Oremo 37', Enrico 90' | Oremo 26', Johannesson 50', Dahlberg 86' | Douglas McDonald | 6 947  | Råsunda         |
| Kvalomgång 2 match 2/2 | 28 augusti | Rosenborg BK | B   | 0-5      |                       | Haginge 28', Touray 31', Komac 38'       | Sascha Kever     | 7 500  | Lerkendal       |

- DIF vann med bortamål.

## Träningsmatcher
| Datum             | Motståndare       | H/B | Resultat | Målskyttar                              | Publik | Arena                    |
| ----------------- | ----------------- | --- | -------- | --------------------------------------- | ------ | ------------------------ |
| 9 februari 13:00  | IF Brommapojkarna | H   | 2–0      | Enrico 63', Dahlberg 81'                | 2 000  | Stadshagen IP            |
| 16 februari 13:00 | FC Köpenhamn      | H   | 1–4      | Kusi Asare                              | 1 345  | Södertälje fotbollsarena |
| 23 februari 15:00 | Örebro SK         | B   | 2–1      | Batan 21', Dahlberg 54'                 | 2 114  | Behrn Arena              |
| 27 februari 16:00 | IK Sirius         | B   | 1–2      | Rajalakso 29'                           | 725    | Årsta IP                 |
| 1 mars 13:30      | Gefle IF          | B   | 3–2      | Dahlberg (2) 17', 30', Kusi Asare 77'   | 498    | Strömvallen              |
| 9 mars 13:00      | Enköpings SK      | B   | 3–0      | Kusi Asare, Y. Ceesay, Hellqvist        |        | Stadshagen IP            |
| 12 mars 17:00     | Gais              | H   | 2–2      | Kusi Asare 77', Almerares 86'           |        | Browns Club              |
| 19 mars 17:00     | AIK FF            | H   | 0–2      |                                         |        | Alcochete                |
| 24 mars 15:00     | IFK Mariehamn     | H   | 1–0      | Kusi Asare                              | 750    | Stadshagen IP            |
| 13 juni 19:00     | IFK Mariehamn     | B   | 2–3      | Johannesson 9' (straff), Kusi Asare 12' |        | Wiklöf Holding Arena     |
| 16 juni 17:30     | Tampere United    | B   | 1–0      | Hellqvist 86'                           |        | Ratina Stadion           |
| 27 juni 16:00     | Örebro SK*        | B   | 0–3      |                                         |        | Borgvallen, Hummelsta    |
| 15 oktober 18:30  | IK Frej           | B   | 1–0      | Quirino 8' (straff)                     | 100    | Kristinebergs IP         |

- Träningsmatchen mot Örebro var ett resultat av att träningsmatchen mot  Sönderjyske ställdes in.

## Statistik
Avser Allsvenskan:

### Mål
1. Sebastian Rajalakso 7
2. Jones Kusi-Asare 6
3. Johan Oremo 3
4. Mattias Jonson 2
5. Sölvi Ottesen 2
6. Mikael Dahlberg 2
7. Andrej Komac 2
8. Enrico 2
9. Quirino 2 (varav 1 på straff)
10. Jan Tauer 1
11. Daniel Sjölund 1

### Assist
1. Enrico, 4
2. Mikael Dahlberg, 3
3. Patrik Haginge, 3
4. Jan Tauer, 3
5. Martin Andersson, 3
6. Andrej Komac, 2
7. Jones Kusi-Asare, 2
8. Markus Johannesson, 1
9. Johan Oremo, 1
10. Sölvi Ottesen, 1
11. Daniel Sjölund, 1

## Övergångar

### Spelare in
| Datum             | Nr | Namn                | Från                    | Position    | Kommentar                              | Länk             |
| ----------------- | -- | ------------------- | ----------------------- | ----------- | -------------------------------------- | ---------------- |
| 13 september 2007 | 25 | Sebastian Rajalakso | Enköpings SK            | Mittfältare | 4-årskontrakt (tom 31 december 2011)   | dif.se           |
| 13 september 2007 | 20 | Martin Andersson    | Enköpings SK            | Mittfältare | 3-årskontrakt (tom 31 december 2010)   | dif.se           |
| 1 januari 2008    | 13 | Per Johansson       | BK Forward              | Back        | Åter från lån                          |                  |
| 31 mars 2008      | 26 | Nebojša Marinković  | FK Partizan             | Mittfältare | 3-månaderslån (tom 30 juni 2008)       | dif.se           |
| 17 juni 2008      | 4  | Patrik Haginge      | Örebro SK               | Back        | 3,5-årskontrakt (tom 31 december 2011) | dif.se           |
| 26 juni 2008      | 7  | Prince Ikpe Ekong   | Gais                    | Mittfältare | 4,5-årskontrakt (tom 31 december 2012) | dif.se & gais.se |
| 1 juli 2008       | 24 | Peter Magnusson     | Vasalunds IF            | Back        | 2,5-årskontrakt (tom 31 december 2010) | dif.se           |
| 3 juli 2008       | 27 | Johan Oremo         | Gefle IF                | Anfallare   | 4,5-årskontrakt (tom 31 december 2012) | dif.se           |
| 29 juli 2008      | 28 | Kristoffer Näfver   | Örebro SK               | Back        | 5-månaderslån (tom 31 december 2008)   | dif.se           |
| Under säsongen    | 2  | Philip Hellquist    | Djurgårdens IF Juniorer | Mittfältare | Uppflyttad till A-laget.               |                  |

### Spelare ut
| Datum            | Nr | Namn                 | Till             | Position    | Kommentar                          | Länk          |
| ---------------- | -- | -------------------- | ---------------- | ----------- | ---------------------------------- | ------------- |
| Inför säsongen   | 26 | Kennedy Igboananike  | Vasalunds IF     | Anfallare   | Kontraktet går ut och förlängs ej. |               |
| 5 november 2007  | 25 | Eldin Kozica         |                  | Back        | Kontraktet går ut och förlängs ej. | dif.se        |
| 5 november 2007  | 27 | Feliciano Magro      | IFK Norrköping   | Mittfältare | Kontraktet går ut och förlängs ej. | dif.se        |
| 5 november 2007  | 20 | Patrick Amoah        | Ciudad de Lorquí | Anfallare   | Kontraktet går ut och förlängs ej. | dif.se        |
| 30 november 2007 | 7  | Johan Arneng         | Aalesunds FK     | Mittfältare | Försäljning.                       | dif.se        |
| 5 februari 2008  | 24 | Christoffer Karlsson | Åtvidabergs FF   | Mittfältare | Lånas ut för resten av säsongen.   | dif.se        |
| 8 februari 2008  | 4  | Dennis Boskailo      | Falkenbergs FF   | Back        | Lånas ut för resten av säsongen.   | dif.se        |
| 25 februari 2008 | 3  | Robert Stoltz        | Enköpings SK     | Back        | Lånas ut för resten av säsongen.   | dif.se        |
| 26 februari 2008 | 35 | Tommi Vaiho          | IK Frej          | Målvakt     | Lånas ut tills vidare.             | dif.se        |
| 13 juni 2008     | 5  | Sölvi Ottesen        | SønderjyskE      | Back        | Försäljning.                       | dif.se        |
| 2 juli 2008      | 26 | Nebojša Marinković   | FK Partizan      | Mittfältare | Låneperioden slut.                 | dif.se        |
| 10 juli 2008     | 4  | Dennis Boskailo      | IF Sylvia        | Back        | Lånas ut för resten av säsongen.   | folkbladet.se |
| 29 juli 2008     | 13 | Per Johansson        | Örebro SK        | Back        | Lånas ut för resten av säsongen.   | dif.se        |
| 30 juli 2008     | 17 | Stefan Batan         | Assyriska FF     | Mittfältare | Lånas ut för resten av säsongen.   | dif.se        |

### Förlängda kontrakt
| Datum       | Nr | Namn               | Position    | Kommentar                   | Länk   |
| ----------- | -- | ------------------ | ----------- | --------------------------- | ------ |
| 10 januari  | 15 | Pa Dembo Touray    | Målvakt     | 4 år (tom 31 december 2011) | dif.se |
| 11 mars     | 16 | Markus Johannesson | Back        | 2 år (tom 31 december 2009) | dif.se |
| 8 april     | 12 | Mattias Jonson     | Mittfältare | 2 år (tom 31 december 2009) | dif.se |
| 18 december | 30 | Oskar Wahlström    | Målvakt     | 1 år (tom 31 december 2009) | dif.se |

## Klubben

### Årsmötet 2008
- Datum: 11 mars 2008
- Plats: Torben Grut-salen (i Stockholms Stadion)
- Deltagare: 67 medlemmar

Valda till styrelsen (för DIF Fotbollförening):
- Ordförande (1 år): Bo Lundquist (omvald).
- Nya ledamöter (2 år): Torbjörn Althén, Yvonne Strömberg och Gustav Törngren
- Valda 2007 (1 år kvar): Ellinor Persson, Martin Selin, Lars-Erik Sjöberg och Dan Svanell.

Lämnade styrelsen:
- Petra Wester och Wille Bäckström (avböjde omval)

Valda till styrelsen (för DIF Elitfotboll AB): Valdes senare av DIF FF-styrelsen.
Årets spelare 2007: Mattias Jonson
Källa: DIFs egen rapport från årsmötet

### Styrelseavhopp hösten 2008
Kring månadsskiftet augusti och september 2008 hoppade några från styrelserna av sina uppdrag:
- DIF Fotbollförening (DIF FF): Bo Lundquist (ordförande), Dan Svanell (vice ordförande) och Torbjörn Althén (ledamot).
- DIF Elitfotboll AB (DEF AB): Bo Lundquist (ordförande), Tommy Jacobson (vice ordförande)

De bägge styrelserna valde att fortsätta till årsmötet i början av 2009, men med Lars-Erik Sjöberg som talesman för DIF FF:s styrelse och Per Bouveng som talesman för DEF AB:s styrelse.
Källa: dif.se

### Ledarstab
- Fystränare:  Palmar Hreinsson

### Spelartröjor
- Tillverkare: Adidas
- Huvudsponsor: ICA
- Hemmatröja: blårandigt
- Bortatröja: vitt
- Spelarnamn: ja (nyhet för år 2008)
- Övrigt: En stjärna som symboliserar minst 10 ligaguld

### Övrig information
- Ordförande
  - –augusti:  Bo Lundquist
  - september–: ingen, men ledamoten  Lars-Erik Sjöberg som mötesordförande.
- Sportchef:  Bosse Andersson
- Arena: Stockholms Stadion (kapacitet: 14 500, planmått: 105 x 70 meter)